# 엘 (단위)
엘(Ell)은 야드파운드법계의 길이의 단위이다. 현재는 사용되지 않는 단위이며, 이전에는 양재, 복식 관계자들 사이에서 사용되었다.